# José Alejandro de Treviño y Gutiérrez
José Alejandro de Treviño y Gutiérrez (San Antonio de los Martínez, Nuevo Reino de León, 25 de febrero de 1759 - Villa de Guadalupe, Nuevo León, 1 de noviembre de 1830) fue un destacado abogado y educador mexicano que fue alcalde de la ciudad de Monterrey, gobernador del Nuevo Reino de León, además de haber sido el creador de la primera cátedra de derecho en el estado de Nuevo León.

## Biografía
Nació en San Antonio de los Martínez, Nuevo Reino de León, el 25 de febrero de 1759. Inició sus estudios con los padres franciscanos del convento de Monterrey, y fue enviado más tarde a San Miguel el Grande, al Colegio de San Felipe Neri, donde estudió retórica y filosofía. Pasó en 1785 a la Universidad de México, y el 21 de abril de 1788 recibió el bachillerato en sagrados cánones, y al año siguiente el de leyes. Tuvo por compañero de estudios a Mariano Matamoros, caudillo de la Independencia. 
Obteniendo su título de abogado, Treviño y Gutiérrez ejerció su profesión en la Real Audiencia de México y posteriormente en San Miguel el Grande. Allí contrajo matrimonio con doña María Purificación Ignacia de la Peña y Domínguez. En 1818 volvió a Monterrey, y al año siguiente sirvió el oficio de regidor del ayuntamiento. En 1820 y 1822 fue elegido alcalde ordinario de primer voto. Tuvo dificultades con el comandante general Gaspar López, por el aplazamiento de la jura y proclamación de Agustín de Iturbide.
Siendo alcalde ocupó interinamente el gobierno del Nuevo Reino de León el cual renunció por enfermedad el 19 de junio de 1822. Al ser fundada la Escuela de Jurisprudencia el 19 de enero de 1824, en el seno del seminario de Monterrey, fue nombrado director y catedrático, cargos que ejerció hasta su muerte. 
A la creación del estado de Nuevo León en ese mismo año, Treviño y Gutiérrez ocupó la presidencia del Supremo Tribunal de Justicia, hasta su muerte. Como jurista sostuvo polémicas con el doctor José Francisco Arroyo, entonces presidente del Congreso Local. Fue autor de:
- Breve manifestación... sobre las causas y pasajes que ocasionaron el juicio sensorio que le profirió... (1828).
- Breve y justa defensa de las implicaciones que se atribuyen en un cuaderno titulado: dictamen de la diputación permanente... (1829).

Tradujo al italiano, probablemente durante su estancia en México, la Historia antígua de México de Francisco Javier Clavijero, cuyo manuscrito se conserva en la biblioteca del Tecnológico de Monterrey. Don José Alejandro de Treviño y Gutiérrez murió en la Villa de Guadalupe, Nuevo León, el 1 de noviembre de 1830.